# Norges hovedstad
Norge har haft adskillige hovedstæder gennem tiden. Hovedstaden startede med at være der, hvor kongen befandt sig, men har derefter været i Nidaros (nu Trondheim), Borg (Sarpsborg), Konghelle, Kristiania (nu Oslo) og København.

## Kongens sæde og kongsgårde
I de første århundreder af rikssamlingen havde Norge ikke nogen formaliseret hovedstad, idet det var et rejsekongedømme, og kongemagten blev i praksis udøvet fra kongens forskellige kongesæder rundt i kongeriget. Dette var oftest ikke byer som sådan, men regionale kongsgårde på centrale steder i landet, hvor kongen opholdt sig. Eksempelvis havde Harald Hårfagre kongesæde på Avaldsnes på Karmøy, Alrekstad kongsgård ved det senere Bergen, muligvis også på Alvheim i det senere Østfold. Der er derfor flere steder i landet, der kan regnes med i en sådan række af hovedstæder.
I løbet af 1100-tallet blev der en klar ændring, eftersom kongernes styre blev mere centreret omkring byerne og mindre rundt i regionale kongsgårde. Det mere centraliserede system rundt om kongen var efter 1100-tallet så godt udviklet, at kongerne fik deres skatter ind fra de mere centrale kongsgårde, sådan at hyppigheden af kongens ophold blev højere end på de mere perifere gårde. Kongsgårdene fik større betydning under og efter borgerkrigstiden (1130-1240).

## Residensbyer vokser frem
Mod slutningen af rikssamlingen blev kongemagten centraliseret i byer, som var vokset frem i forskellige dele af riget, og regnes som kongens sædebyer. Eksempelvis flyttede Øystein Magnusson sin residens fra kongsgården Alrekstad til Holmen ved indløbet til Vågen i Bergen i begyndelsen af 1100-tallet og betød sandsynligvis mere for byens udvikling end grundlæggeren Olav Kyrre.
Ofte regnes Borg for Norges første hovedstad og er i følge traditionen grundlagt af Olav den Hellige i 1016, som gjorde den til sit kongesæde. Der er alligevel diskussion om Borgs rang som hovedstad, idet dens rang bestrides af Nidaros. Olav Tryggvason blev kronet som Norges konge i 995 i Trondheimen, grundlagde byen Nidaros i 997 og lod sin kongsgård bygge ved Skipakrok. Efter Olavs død i 1000 blev landet til dels styret af ladejarler, som havde deres sæde i Trondheim (ikke altid Nidaros) frem til 1015.
Først i midten af 1200-tallet bliver det for alvor meningsfuldt at tale om, at Norge har en hovedstad, da der etableres en stedfast centraladministration for riget. I denne tid var Bergen stedet, hvor størstedelen af offentlige dokumenter blev udstedt frem til ca. 1310; derefter bliver de fleste breve udstedt fra Oslo. Kongesædet flytter til Oslo ved Eirik II Magnussons død i 1299, men det ser ud til, at Bergen og Oslo har parallelle hovedstadsfunktioner nogle år efter dette. Oslo regnes normalt som hovedstad fra 1314, da Håkon 5. Magnusson bestemte, at provsten ved Mariakirken til evig tid skulle være rigets kansler. Kanslerembedet blev dermed knyttet til byen, ikke til kongen.

## Unionstid
Kort efter, i 1319, gik Norge ind i personalunion med Sverige under Magnus Eriksson af Sverige, som i stor grad styrede riget fra Sverige. Da sønnen Håkon VI Magnusson overtog Norges trone i 1355, kom kongemagten tilbage på norsk jord. Dog kun for en kort periode, eftersom Norge allerede i 1380 gik ind i union med Danmark, og fra 1397 Kalmarunionen (med Sverige til 1523). I unionstiden med Danmark (1380-1537) fik kanslerembedet ved Mariakirken snart en væsentlig reduceret administrativ betydning; det norske rigssegl blev fjernet og overtaget af monarken i København, som de facto blev Norges hovedstad. Den dansk-norske konge opholdt sig i Danmark, bare afbrudt af få og korte besøg i Norge. Kansleren i Oslo beholdt imidlertid visse funktioner, når det gjaldt retsopgør efter drab.
Formelt kan man sige, at indtil 1537 havde Norge stadig sin egen norske gren af regeringen, med rigsrådet som håndhæver af denne myndighed, blandt andet ved at vælge konge og formulere kongens kontrakt med adelen (håndfæstning). Rigsrådet var sammensat af verdslige adelsmænd og gejstlige prælater. Det sidste norske rigsmøde blev afholdt i fiskeværet Bud i Romsdal i 1533, ledet af ærkebiskop Olav Engelbrektsson.

## Dansketiden
Afskaffelsen af den norske middelalderstat blev vedtaget i efteråret 1536 på et møde i København mellem Christian 3. og det danske rigsråd. Det norske rigsråd blev formelt opløst, og Norge skulle være "et ledemod af Danmarks rige" til evig tid. Dette blev gennemført med militærmagt i Norge, og den sidste rest af modstand blev elimineret, da ærkebiskoppen flygtede fra landet i 1537. Da Norge blev lagt direkte under det danske rigsråd, blev landet også de jure styret fra kongens by og dansketiden blev indledt. Københavns stilling som rigets hovedstad blev yderligere styrket ved indføringen af den kongelige enevælde i 1660. Der blev gennemført en stadig øget centralisering af statsstyret hos kongen og regeringskontorerne i København.
I krisesituationer kunne Christiania (Oslos navn fra 1624) imidlertid fungere som en provisorisk hovedstad for Norge, når forbindelserne til København blev vanskelige, eller situationen fordrede hurtige afgørelser. I første række krigsperioder som under den store nordiske krig og i større grad under Napoleonskrigene (1807-1814) - den sidste krig i dansketiden. I 1807 oprettede kongen Den Kongelige interimistiske Regjerings-Commission for Norge i Christiania, som fik delegeret styringsopgaver, som kongen og kollegierne ikke kunne udføre fra København under den britiske blokade af Norge. Så snart den akutte krigssituation var ovre i 1810, nedlagde Frederik 6. regeringskommissionen.

## Unionen med Sverige og Norges selvstændighed
Som en følge af danskekongens støtte til Napoleon I og dennes nederlag i Napoleonskrigene blev Norge som følge af Freden i Kiel afstået til Sverige i 1814. Det lykkedes imidlertid at få etableret Norge som eget rige med egen regering og hovedstad i Christiania. Det var første gang i historien, at Norge havde sin egen og formaliserede hovedstad inden for rigets grænser.
Kristiania (skrivemåde fra 1877) blev naturligt nok det selvstændige Norges hovedstad i 1905, og byens navn blev ændret til Oslo i 1924.

## Historisk oversigt
| Bynavn              | Fra  | Til         | Kommentar                                                                |
| ------------------- | ---- | ----------- | ------------------------------------------------------------------------ |
| Nidaros (Trondheim) | 997  | 1016        | Grundlagt af Olav Tryggvason, senere                                     |
| Borg (Sarpsborg)    | 1016 | 1030        | Grundlagt av Olav den Hellige i 1016                                     |
| Nidaros (Trondheim) | 1030 | 1217        | Flyttet til Bergen                                                       |
| Konghelle           | 1111 | 1150-tallet | Sigurd Jorsalfars residensby efter hans hjemkomst fra Byzans             |
| Bjørgvin (Bergen)   | 1217 | 1314        | Flyttet til Oslo                                                         |
| Oslo                | 1314 | 1536        | Provsten ved Mariakirken blev rigets kansler.                            |
| København           | 1536 | 1814        | Det norske rigsråd afskaffet og rigsstyret underlagt det danske rigsråd. |
| Christiania         | 1814 | 1924        | Norge igen egen stat, i union med Sverige. Skrevet Kristiania fra 1877.  |
| Oslo                | 1924 | -           | Kristiania omdøbt til Oslo                                               |